# David Souter
David Hackett Souter (17. září 1939 Melrose, Massachusetts – 8. května 2025, Hopkinton) byl soudce Nejvyššího soudu Spojených států. Ve funkci byl od října 1990 až do svého odchodu do důchodu v červnu 2009. Nominován byl prezidentem Georgem H. W. Bushem na místo po soudci Williamu Brennanovi. Jako soudce Nejvyššího soudu sloužil pod dvěma předsedy Nejvyššího soudu, Williamem Rehnquistem a Johnem Robertsem.
Souter vyrůstal v Massachusetts a v New Hampshire a navštěvoval Harvardovu univerzitu (Harvard College), Oxfordskou univerzitu (Magdalen College) a konečně právní vzdělání získal na právnické fakultě Harvardovy univerzity. Po krátké soukromé advokátní praxi se začal věnovat veřejné službě. Byl státním zástupcem (1966–1968), poté sloužil v úřadu Nejvyššího státního zástupce státu New Hampshire (1968–1976), v letech (1976–1978) byl přímo Nejvyšším státním zástupcem státu New Hampshire. Pak se posunul do soudcovské role, v letech (1978–1983) jako soudce Hlavního soudu New Hampshire, poté byl v letech (1983–1990) soudcem Nejvyššího soudu New Hampshire a krátce sloužil také jako soudce Odvolacího soudu Spojených států pro První okruh (1990).
V době své nominace do Nejvyššího soudu nebyl příliš známým soudcem, ale bylo očekáváno, že bude zastávat konzervativní názory. Několik let po svém jmenování se však Souter posunul spíše do názorového centra a posledních letech své kariéry hlasoval spolehlivě s liberálním křídlem Nejvyššího soudu.
Po vítězství Demokratické strany v prezidentských volbách a zvolení Baracka Obamy prezidentem začal Souter uvažovat o odchodu z Nejvyššího soudu a návratu do New Hampshire. Odchod oznámil v polovině roku 2009 a na jeho místo byla nominována Sonia Sotomayorová. Souter byl i nadále aktivní jako občasný vizitující soudce Odvolacího soudu.